# Aphodobius villosulus
Aphodobius villosulus är en skalbaggsart som beskrevs av Louis Albert Péringuey 1901. Aphodobius villosulus ingår i släktet Aphodobius och familjen Aphodiidae. Inga underarter finns listade i Catalogue of Life.